# Tebufenpyrad
Tebufenpyrad is een insecticide en acaricide uit de chemische groep der pyrazolen, ontwikkeld door BASF en gebruikt in het bestrijdingsmiddel Masai (voor de bestrijding van de spintmijt).

## Werking
Tebufenpyrad is een zogenaamde mitochondrial electron transport inhibitor (METI): het verstoort de elektronentransfer in de mitochondria die nodig is voor de vorming van ATP. Tebufenpyrad werkt door contact en ingestie. Het dringt doorheen het blad en kan zo de ontwikkeling van de eitjes van mijten verstoren die aan de onderzijde van het blad zijn gelegd.

## Regelgeving
In de Verenigde Staten is tebufenpyrad geregistreerd voor gebruik bij sierteelt in serres.
Op het niveau van de Europese Unie is er nog geen beslissing over de toelating van tebufenpyrad. Het is een van de stoffen waarvoor de Europese Autoriteit voor voedselveiligheid een risicoanalyse dient uit te voeren. In België is Masai (met 20 of 25% tebufenpyrad) geregistreerd voor gebruik bij sierteelt, boomkwekerijen, fruitbomen, klein fruit (aardbeien en bessen), tomaten, aubergines, augurken, slabonen en hop. De eerste Belgische registratie voor tebufenpyrad dateert van 3 november 1992. In Nederland is Masai niet meer geregistreerd sinds 2014.

## Toxicologie en veiligheid
Tebufenpyrad is matig toxisch voor vogels en bijen, maar is zeer toxisch voor vissen en in het water levende ongewervelden.
Voor de mens is de acute toxiciteit van tebufenpyrad laag. Op basis van de resultaten van dierproeven wordt de stof wel als mogelijk kankerverwekkend beschouwd.